# Hamr na Jezeře
Hamr na Jezeře é uma comuna checa localizada na região de Liberec, distrito de Česká Lípa‎.